# Livari
Livari (en serbe cyrillique : Ливари; en albanais: Ljarja) est un village du sud du Monténégro, dans la municipalité de Bar.

## Démographie

### Évolution historique de la population
| 1948 | 1953 | 1961 | 1971 | 1981 | 1991 | 2003 |
| ---- | ---- | ---- | ---- | ---- | ---- | ---- |
| 323  | 326  | 297  | 297  | 231  | 151  | 94   |